# Херкул Поаро
Херкул Поаро (енгл. и фр. Hercule Poirot) је измишљени лик из романа британске књижевнице Агате Кристи. Појављује се већ у њеном првом роману Тајанствени догађај у Стајлсу који је објављен 1920. године. Помало ексцентричан, често комичан, јајасте главе, увоштених бркова, изглачаних ципела али увек бриљантног ума, често у дуету са Артуром Хејстингсом решава најзамршеније случајеве широм планете.

## Лик Херкула Поароа
По занимању детектив, некада припадник белгијске полиције, Поаро 1916. године долази у Енглеску као избеглица током Првог светског рата, и настањује се у Стајлзу. Тако добија прилику да реши свој први случај на британском тлу. Агата Кристи ће га током низа година провести кроз 33 своја романа и 54 приповетке. Последњи роман у коме ће се појавити биће Завеса који је написан током Другог светског рата али је објављен тек 1975. године, непосредно пред смрт „краљице крими романа“.

## Дела са ликом
Херкул Поаро појавио се у 33 романа Агате Кристи.
Херкул Поаро се појавио и у следећим приповеткама Агате Кристи:
- Пустоловина египатске гробнице
- Крађа накита у хотелу "Велики град"
- Пустоловина италијанског племића
- Случај нестале опоруке
- Мртвачево огледало
- Жути ирис
- Афера на Победничком балу
- У запећку
- Бомбоњера
- Пустоловина Западне звезде
- Трагедија на дворцу "Марсдон"
- Пустоловина јефтиног стана
- Загонетка у ловачком конаку
- Крађа обвезница од милион долара
- Отети премијер
- Нестанак господина Давенхајма
- Дама под велом
- Изгубљени рудник
- Убиство у малој улици
- Невероватна крађа
- Троугао на Родосу
- Загонетка багдадске шкриње
- Проблем на мору
- Немејски лав
- Лернејска хидра
- Керинејска кошута
- Еримантски вепар
- Аугијеве штале
- Стимфалидске птице
- Бик са Крита
- Диомедове кобиле
- Хиполитин појас
- Чопор гериона
- Хесперидске јабуке
- Керберово заточеништво
- Други гонг
- Наслеђе Лемежерерових
- Корнволска загонетка
- Краљ треф
- Нацрти за подморницу
- Пустоловина Клепамске куварице
- Пустоловина Божићног пудинга
- Загонетка шпанске шкриње
- Двадесетчетири коса
- Сан
- Двоструки грех
- Осињак
- Двоструки траг
- Како расте твој врт?
- Пустоловина Џонија Вејверлија
- Стан на трећем спрату
- Плајмаут експрес
- Загонетка у Маркет Бејзингу
- Поаро и загонетка на регати
- Божићна пустоловина

Такође, Поаро се појављује и у драми Црна кафа („Black Coffee”) коју је 1997. године преточио у роман Чарлс Озборн.

### Препоручени редослед читања
За љубитеље Херкула Поароа постоји препорука којим редоследом треба читати његове детективске подухвате:
- Најважнија напомена је да се роман Завеса обавезно чита на крају.
- Роман Лорд Еџвер умире требало би читати пре романа После сахране.
- Роман Пет прасића требало би читати пре романа Слонови памте.
- Роман Мачка међу голубовима требало би читати пре романа Уочи свих светих.
- Роман Госпођа Макгинти је мртва требало би такође читати пре романа Уочи свих светих, али и пре романа Слонови памте.
- Роман Убиство у Оријент експресу требало би читати пре романа Убиство у Месопотамији.
- Роман Трагедија у три чина требало би читати пре романа Божић Херкула Поароа.

Остали романи и приче о детективским случајевима Херкула Поароа могу се читати било којим редоследом, али се препоручује овај:
1. Тајанствени догађај у Стајлсу - (The Mysterious Affair at Styles, 1920)
2. Убиство на терену за голф - (The Murder on the Links, 1923)
3. Божићна пустоловина - (Christmas Adventure, приповетка, 1923)
4. Поаро истражује - (збирка прича, 1924)
5. Поароови рани случајеви - (збирка прича, 1974)
6. Убиство Роџера Акројда - (The Murder of Roger Ackroyd, 1926)
7. Велика четворка - (The Big Four, 1927)
8. Загонетка Плавог воза - (The Mystery of the Blue Train, 1928)
9. Црна кафа (Black Coffee, позоришни комад претворен у роман, 1997)
10. Опасност у Енд Хаусу - (Peril at End House, 1932)
11. Загонетка багдадског ковчега - (The Mystery of the Baghdad Chest, приповетка, 1932)
12. Други гонг - (The Second Gong, приповетка, 1932)
13. Лорд Еџвер умире - (Lord Edgware Dies, 1933)
14. Убиство у Оријент експресу - (Murder on the Orient Express, 1934)
15. Трагедија у три чина - (Three Act Tragedy, 1935)
16. Смрт у облацима - (Death in the Clouds, 1935)
17. Поаро и загонетка на регати - (Poirot and The Regatta Mystery, приповетка, 1936)
18. Убиства по абецеди - (The ABC Murders, 1936)
19. Убиство у Месопотамији -(Murder in Mesopotamia, 1936)
20. Карте на столу - (Cards on the Table, 1936)
21. Жути ирис / (Yellow Iris, приповетка, 1937)
22. Убиство у малој улици (четири новеле, 1937)
23. Неми сведок - (Dumb Witness, 1937)
24. Смрт на Нилу - (Death on the Nile, 1937)
25. Састанак са смрћу - (Appointment with Death, 1938)
26. Божић Херкула Поароа - (Hercule Poirot's Christmas, 1938)
27. Тужни чемпрес - (Sad Cypress, 1940)
28. 1, 2, ципела се распала - (One, Two, Buckle My Shoe, 1940)
29. Зло под Сунцем - (Evil under the Sun, 1941)
30. Пет прасића - (Five Little Pigs, 1943)
31. Шупљина - (The Hollow, 1946)
32. Херкулови задаци - (збирка прича, 1947)
33. Ко талас ухвати - (Taken at the Flood, 1948)
34. Смрт госпође Мекгинти - (Mrs.McGinty's Dead, 1952)
35. После сахране - (After the Funeral, 1953)
36. Хикори Дикори Док - (Hickory Dickory Dock, 1955)
37. Вашар злочина - (Dead Man's Folly, 1956)
38. Мачка међу голубовима - (Cat among the Pigeons, 1959)
39. Пустоловина Божићног пудинга - (збирка прича, 1963)
40. Сатови - (The Clocks, 1963)
41. Трећа девојка - (Third Girl, 1966)
42. Ноћ вештица - (Hallowe'en Party, 1969)
43. Слонови памте - (Elephants Can Remember, 1972)
44. Завеса: Поароов последњи случај - (Curtain, 1975)[1][2]

- Приповетка Други гонг из 1932. године објављена је у збиркама прича Сведок оптужбе и друге приче (САД, 1948) и Проблем у заливу Поленса и друге приче (Велика Британија, 1991)
- Приповетка  Жути ирис из 1937. године објављена је у збиркама прича Тајне регате и друге приче (САД, 1939) и Проблем у заливу Поленса и друге приче (Велика Британија, 1991)
- Приповетка Божићна авантура из 1923. и Тајна багдадског ковчега из 1932. године објављене су у збирци прича Док светло гори и друге приче (Велика Британија, 1997)
- Прича Тајна шпанског ковчега, проширена верзија приче Тајна багдадског ковчега објављена је у збиркама прича Авантуре божићног пудинга (Велика Британија, 1960) и Сервис за чај из „Арлекина” и друге приче (САД, 1997).[1]

## Занимљивости
Британски глумац Остин Тревор први је оживео лик Херкула Поароа у филму Алиби из 1931. године, заснованом на радњи романа Убиство Роџера Акројда.
Чим се лик Херкула Поароа прославио, Агата Кристи је забранила да се његов лик користи на корицама њених књига.
Ауторка романа је сматрала да би роман Тужни чемпреси био бољи без лика Херкула Поароа у њему.
Роман Завеса: Поароов последњи случај, написан је 40-тих година 20. века, али је држан под кључем све до 1975. године.
Британском глумцу Дејвиду Сушеу било је потребно четврт века да сними 70 прича о Херкулу Поароу.

## Екранизације
Већина романа и прича са Поароом до сада је екранизована. У тој улози опробали су се: Остин Тревор, Тони Рендал, Албер Фини, Питер Јустинов, Алфред Молина и др., али се многи слажу да је лик Поароа најверније дочарао британски глумац Дејвид Суше (на слици) који је до сада по том лику снимио 24 филма и 40 епизода серије Поаро. Филмови и серије са овим ликом и даље се снимају.